# مختار كاهور أبادي (مقاطعة فارياب)
مختار كاهور أبادي (بالفارسية: تلمبه مختار کهورآبادی) هي مستوطنة تقع في كرمان في إيران. يقدر عدد سكانها بـ 34 نسمة بحسب إحصاء 2016.